# Noitzsch
Noitzsch ist ein Ortsteil der Gemeinde Zschepplin im Landkreis Nordsachsen in Sachsen.

## Geografie
Noitzsch liegt zwischen den Städten Eilenburg und Bad Düben an der Kreisstraße 7411. Diese verbindet den Ort mit den Bundesstraßen 2 und 107. Zudem gibt es eine Ortsverbindung nach Krippehna. Durch den Ort fließt ein kleiner Zufluss der Leine. Das Gebiet nördlich von Noitzsch ist bewaldet.

## Geschichte
Noitzsch gehörte bis 1815 zum kursächsischen bzw. königlich-sächsischen Amt Eilenburg. Durch die Beschlüsse des Wiener Kongresses kam der Ort zu Preußen. Er wurde 1816 dem Kreis Delitzsch im Regierungsbezirk Merseburg der Provinz Sachsen zugeteilt, zu dem er bis 1952 gehörte.
Bereits im 19. Jahrhundert gehörte Noitzsch zu Zschepplin und ist auch heute ein Ortsteil der Gemeinde. Noitzsch wurde 1529 nach Hohenprießnitz gepfarrt, im 19. Jahrhundert nach Zschepplin und zwischen 1925 und 2001 wieder zur Kirchengemeinde Hohenprießnitz.
Im Zuge der zweiten Kreisreform in der DDR im Jahr 1952 wurde Noitzsch als Ortsteil von Zschepplin dem Kreis Eilenburg im Bezirk Leipzig angeschlossen, welcher 1994 im Landkreis Delitzsch aufging.

## Sonstiges
Südöstlich von Noitzsch befindet sich ein Golfplatz des 1. Golfclubs Leipzig e. V.